# Sojuz T-11
Sojuz T-11 byla sovětská kosmická loď řady Sojuz, která v roce 1984 letěla k orbitální stanici Saljut 7. Na palubě byl první indický kosmonaut Rákeš Šarma.
Na palubě stanice bylo poprvé 6 kosmonautů najednou a posádka Sojuzu T-11 společně se stálou posádkou stanice (Oleg Aťkov, Leonid Kizim, Vladimir Solovjov) zvládla 12 experimentů. Rákeš třikrát denně předváděl řadu pozic při cvičení jógy.

## Posádka

### Startovali
- Jurij Malyšev, velitel (2)
- Gennadij Strekalov, palubní inženýr (3)
- Rákeš Šarma, kosmonaut-výzkumník (1)

### Přistáli
- Leonid Kizim, velitel (2)
- Vladimir Alexejevič Solovjov, palubní inženýr (1)
- Oleg Aťkov, kosmonaut-výzkumník (1)

V závorkách je uveden dosavadní počet letů do vesmíru včetně této mise.

### Záložní posádka
- Anatolij Berezovoj, velitel
- Georgij Grečko, palubní inženýr
- Raviš Malhotra, kosmonaut-výzkumník